# Hyun Seung-Hoon
Hyun Seung-Hoon es un deportista surcoreano que compitió en judo. Ganó una medalla de bronce en los Juegos Asiáticos de 1998 y una medalla de bronce en el Campeonato Asiático de Judo de 2000.

## Palmarés internacional
| Juegos Asiáticos    | Juegos Asiáticos    | Juegos Asiáticos  | Juegos Asiáticos |
| Año                 | Lugar               | Medalla           | Categoría        |
| ------------------- | ------------------- | ----------------- | ---------------- |
| 1998                | Bangkok (Tailandia) | Medalla de bronce | –60 kg           |
| Campeonato Asiático |                     |                   |                  |
| Año                 | Lugar               | Medalla           | Categoría        |
| 2000                | Osaka (Japón)       | Medalla de bronce | –60 kg           |